# Hummet
 (décembre 2021).
Le contenu est difficilement compréhensible vu les erreurs de traduction, qui sont peut-être dues à l'utilisation d'un logiciel de traduction automatique.
Le Hummet' (en azéri: Hümmet- énergie) est le premier parti dans le monde musulman de direction social-démocrate.

## Création
Formé à Bakou par de jeunes militants azerbaïdjanais en octobre 1904 il comprend M.  Rasulzade, M. Efendiyev, R.Movsumov, A. Akhundov et M.Hadjinsky, dont certains ont des liens avec les sociaux-démocrates russes. En 1905, Mechadi Azizbekov et Nariman Narimanov, membres du Parti ouvrier social-démocrate russe (RSDRP), rejoignent le groupe. Avec leur arrivée la direction du parti Hummet se renforce pendant la révolution de 1905-1907 en Russie. Hummet étend son influence au-delà de Bakou dans les régions provinciales d'Azerbaïdjan et établit des succursales au Daghestan et en Transcaspienne.

## Publications
D'octobre 1904 à février 1905, les membres de l'organisation publient six numéros du journal illégal Hummet en langue azerbaïdjanaise. Pendant la Révolution de 1905-1907, Hummet  participe à l'organisation des grèves, au travail du Soviet de Bakou, l'Union des travailleurs du pétrole. Des succursales de Hummet sont ouvertes à Elizavetpole, Djulfa, Nakhtchivan, Chemakha, Choucha. La branche de Tiflis du parti Hummet, qui attire plus de 100 personnes à la fin de 1905, se distingue particulièrement par son activité politique. En 1906-1907, Hummet publie le journal Devet-Koch (Appel)  en collaboration avec la section arménienne du BK RSDRP, puis Tekamul (Evolution) et Yoldach (Camarade), et le programme RSDRP en langue azerbaïdjanaise.

## Activité sous révolution
Lorsque le gouvernement russe recourt à une répression brutale au milieu de 1907, Hummet perd ses successeurs. Certains de ses dirigeants sont arrêtés, d'autres ont fui en Iran et à la fin de l'année, Hummett perd son organisation.
Après la Révolution de Février, le 3 mars 1917, le parti Hummet est rétabli par N.Narimanov et Azizbekov. Dans les districts de Bakou et d'autres villes d'Azerbaïdjan, des branches et des groupes Hummet sont créés. En juin 1917, un nouveau comité Hummet est élu sous la présidence de N. Narimanov.
À partir du 3 (16) juillet 1917 le journal Hummet est publié. Hummet est représenté avec l'organisation du parti de Bakou au VIe Congrès du RSDLP (b). Cependant, par rapport au parti Musavat il ne réussit pas à retirer ses partisans.

## Fusion
Après la défaite de la commune de Bakou et la mise en place des autorités de la République démocratique d'Azerbaïdjan, une partie des membres de Hummet est partie pour Astrakhan, une autre partie est passée dans la clandestinité. Les membres de Hummet - les mencheviks entrent au parlement de la République démocratique d'Azerbaïdjan, formant une faction socialiste.
Le 11 février 1920, le Hummet, la branche de Bakou du RPC (b) et l'organisation Adalat ont fusionné dans le Parti communiste d'Azerbaïdjan (en). En avril 1920, les membres de Hummet ont salué l'établissement du pouvoir soviétique en Azerbaïdjan.

## Membres notables
- Garabey Garabeyov (1874-1953)
- Mammad Hassan Hadjinski (1875-1931)
- Ibrahim Abilov (1881-1923)
- Akber aga Cheikh-ul-Islam (1891-1961)
- Akhmed-bey Pepinov (1893-1938)
- Aliheydar Garayev (1896-1938)